# Paulius
Paulius ist ein litauischer männlicher Vorname, abgeleitet von Paul.

## Ableitungen
- Paulauskas
- Pauliukai

## Personen
- Paulius Astrauskas (* 1987), Agrarpolitiker, Vizeminister
- Paulius Augius (1909–1960), Maler und Holzschnittkünstler
- Paulius Antanas Baltakis OFM (1925–2019), Auslandsbischof der Litauer, Ordensgeistlicher
- Paulius Beinaris (* 1984), Politiker, Vizeminister für Innen
- Paulius Griciūnas (* 1974), Jurist und  Justiz-Vizeminister
- Paulius Grybauskas (* 1984), Fußballtorwart
- Paulius Jankūnas (* 1984), Basketballspieler
- Paulius Egidijus Kovas, Medien-Manager
- Paulius Koverovas (* 1970), Wirtschaftsjurist, Rechtsanwalt, Justiz-Vizeminister
- Paulius Kulikauskas (* 1964), Architekt, Urbanist und Diplomat
- Paulius Kazimieras Marcinkus (1922–2006), Erzbischof und Direktor der Vatikanbank (1971–1989)
- Paulius Pultinevičius (* 2001), Schachspieler
- Paulius Saudargas (* 1979),  Politiker,  Seimas-Parlamentsvizepräsident
- Paulius Zolubas (* 1960), Forstpathologe und Forstbehördenleiter
- Paulius Vazniokas (* 1978), Manager
- Paulius Visockas (* 1975), Sportler und Politiker, Vizebürgermeister der Rajongemeinde Kaunas

## Familienname
- Simonas Paulius (* 1992), litauischer Fußballspieler

## Ableitung
- Paulauskas